# Gwen Moore

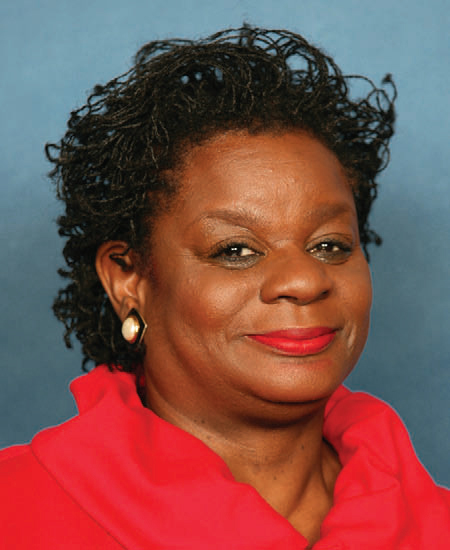
Gwen Moore

Gwendolynne Sophia „Gwen“ Moore (* 18. April 1951 in Racine, Wisconsin) ist eine US-amerikanische Politikerin. Seit 2005 vertritt sie den vierten Sitz des Bundesstaats Wisconsin im US-Repräsentantenhaus.

## Werdegang
Gwen Moore besuchte die Northern Division High School und studierte danach bis 1978 an der Marquette University. Danach arbeitete sie für die Stadtverwaltung von Milwaukee als Housing Officer bei der Gebäudeverwaltung. Politisch schloss sie sich der Demokratischen Partei an. Zwischen 1989 und 1992 war sie Abgeordnete in der Wisconsin State Assembly. Danach gehörte sie von 1993 bis 2003 dem Staatssenat an. In den Jahren 1997 und 1998 war sie Präsidentin dieses Gremiums.
Bei den Kongresswahlen des Jahres 2004 wurde Moore im vierten Wahlbezirk von Wisconsin in das US-Repräsentantenhaus in Washington, D.C. gewählt, wo sie am 3. Januar 2005 die Nachfolge von Jerry Kleczka antrat. Im Jahr 2006 erregte sie Aufsehen, als sie zusammen mit einigen anderen Kongressabgeordneten vor der sudanesischen Botschaft gegen die Politik des Sudan in der Darfur-Region demonstrierte und dabei das Botschaftsgelände betrat. Dafür wurden die Abgeordneten kurzzeitig verhaftet und mit einer Geldstrafe belegt. Damit hatte die Gruppe ihr Ziel erreicht, die Kritik an der sudanesischen Politik in die Öffentlichkeit zu tragen.
Die folgenden zehn Wahlen einschließlich der Wahl 2024 konnte sie ebenfalls gewinnen. Die aktuelle Legislaturperiode im 119. Kongress der Vereinigten Staaten läuft bis zum 3. Januar 2027.
Moore ist Mitglied in folgenden Ausschüssen:
- Committee on Science, Space, and Technology
  - Investigations and Oversight
  - Research and Technology
- Committee on Ways and Means
  - Select Revenue Measures
  - Social Security
  - Worker and Family Support